# 島崎路子
島崎 路子（しまざき みちこ、1971年1月29日 - ）は、元アイドル歌手、女優。本名同じ。
三重県出身。ぐあんばーるに所属していた。

## 人物・来歴
特技：マラソン、バレエ。趣味：音楽鑑賞、ジャズダンス、歌唱。実家は喫茶店経営（いずれもデビュー時）。
1987年に富士フイルムの「ハイスクール・フォト・コンテスト」で全国5700の高校から選ばれて優勝。
1988年4月21日にフォーライフ・レコードから『悲しみよりもそばにいる』でデビュー（当初は1987年11月デビューの予定だった）。3枚のシングルと1枚のアルバム『フルーレ』(Fleurer)を発表。デビュー時のキャッチフレーズは、「キミの瞳に、ボクを入れて。」。
1989年のミュージカル『母をたずねて三千里』に出演以降、女優としての活動が中心となり、1994年の映画『毎日が夏休み』1996年のテレビドラマ『ウルトラマンティガ』、1997年の『水戸黄門』などに出演。1991年から1993年春まで、NHKの衛星アニメ劇場のおねえさんを務めた。

## 出演

### テレビドラマ
- 熱帯夜アカデミー「SiXTEEN 〜16〜」（1988年 - 1989年、テレビ朝日）
- 女ねずみ小僧スペシャル ごめんじゃすまない美女奪回大ばくち（1990年、フジテレビ） - おくみ
- 女無宿人 半身のお紺 第9話「さだめが憎い」（1991年、テレビ東京）
- 水戸黄門（TBS）
  - 第24部 第12話「お化けになって悪退治 -別府-」（1995年） - お咲
  - 第25部（1997年） - お柳
- ウルトラマンティガ（毎日放送） - イジュウイン・サヤカ
  - 第11話「闇へのレクイエム」（1996年）
  - 第47話「闇にさようなら」（1997年）
- 南町奉行事件帖 怒れ!求馬 第8話「罪を償うお役者小僧」（1997年、TBS） - おみよ
- 暴れん坊将軍IX 第3話「私の子を返して! さらわれた妊婦たち」（1998年、テレビ朝日） - お妙
- はるちゃん3（1999年、フジテレビ）
- 浅見光彦シリーズ（9）「斎王の葬列」（1999年、フジテレビ） - 久米美佐子（学芸員）

### 映画
- 毎日が夏休み（1994年） - 司会者・千景

### ビデオ
- ウルトラセブン パーフェクト・ワールド（2002年） - シラガネ・ショウコ役

## 音楽

### シングル
- 「悲しみよりもそばにいる／B面：ラベンダーの予言」（1988年4月21日）
- 「愛をひとりにしないで／B面：青い鳥がいる風景」（1988年7月21日）
- 「いつも心に花束を／B面：粉雪感傷」（1988年11月21日）
- 「かなしい秘密」（1989年9月リリース予定が結局未発売に終わる。）

### アルバム
- 「フルーレ」（1988年12月7日）

| #  | タイトル                               | 作詞             | 作曲         | 編曲         |
| -- | -------------------------------------- | ---------------- | ------------ | ------------ |
| 1  | クロッカス・ヒルで逢いましょう         | 戸沢暢美         | 遠藤京子     | 清水ノブユキ |
| 2  | ガールフレンド                         | 森本抄夜子       | 和泉常寛     | 米光亮       |
| 3  | 悲しみよりもそばにいる                 | 戸沢暢美         | 辻畑鉄也     | 井上鑑       |
| 4  | 世界でいちばんちいさな海               | 森本抄夜子       | 遠藤京子     | 杉山卓夫     |
| 5  | 愛をひとりにしないで（Winter Version） | 戸沢暢美         | 小森田実     | 清水ノブユキ |
| 6  | さざ波のアラベスク                     | 戸沢暢美         | 桐ヶ谷俊博   | 杉山卓夫     |
| 7  | いつも心に花束を                       | 戸沢暢美         | 井上ヨシマサ | 武部聡志     |
| 8  | グッドラック・チャーム                 | 平出よしかつ     | 小森田実     | 杉山卓夫     |
| 9  | いつか見たそよ風                       | イノ・ブランシュ | 遠藤京子     | 米光亮       |
| 10 | 粉雪感傷                               | 戸沢暢美         | 川上明彦     | 米光亮       |
| 11 | 十二月の窓辺〜Silent My Love〜         | 平出よしかつ     | 川上明彦     | 清水ノブユキ |

- 「フルーレ+4 コンプリート・コレクション」（2016年2月17日）[2]

1. クロッカス・ヒルで逢いましょう
2. ガールフレンド
3. 悲しみよりもそばにいる
4. 世界でいちばんちいさな海
5. 愛をひとりにしないで (Winter Version)
6. さざ波のアラベスク
7. いつも心に花束を
8. グッドラック・チャーム
9. いつか見たそよ風
10. 粉雪感傷
11. 十二月の窓辺 ～Silent My Love～
12. ラベンダーの予言 ＜BONUS TRACKS＞
  - 作詞：戸沢暢美　作曲：MAYUMI　編曲：井上鑑
13. "Voice letter" from ROKO with love ＜BONUS TRACKS＞
  - 「悲しみよりもそばにいる」8センチCD盤のみに収録
14. 愛をひとりにしないで (シングル・バージョン) ＜BONUS TRACKS＞
  - 作詞：戸沢暢美　作曲：小森田実　編曲：清水ノブユキ
15. 青い鳥がいる風景 ＜BONUS TRACKS＞
  - 作詞：戸沢暢美　作曲：辻畑鉄也　編曲：清水ノブユキ